# Elacatinus chancei
Elacatinus chancei är en fiskart som först beskrevs av Charles William Beebe och Hollister, 1933.  Elacatinus chancei ingår i släktet Elacatinus och familjen smörbultsfiskar. Inga underarter finns listade i Catalogue of Life.